# Xã Brown, Quận Carroll, Ohio
Xã Brown (tiếng Anh: Brown Township) là một xã thuộc quận Carroll, tiểu bang Ohio, Hoa Kỳ. Năm 2010, dân số của xã này là 7.935 người.